# Pikku Namalajärvi
Pikku Namalajärvi är en sjö i Kiruna kommun i Lappland och ingår i Torneälvens huvudavrinningsområde. Sjön har en area på 0,0622 kvadratkilometer och ligger 312 meter över havet.

## Delavrinningsområde
Pikku Namalajärvi ingår i det delavrinningsområde (757601-180314) som SMHI kallar för Mynnar i Kelojoki. Medelhöjden är 309 meter över havet och ytan är 26,93 kvadratkilometer. Det finns inga avrinningsområden uppströms utan avrinningsområdet är högsta punkten. Ahmajoki som avvattnar avrinningsområdet har biflödesordning 4, vilket innebär att vattnet flödar genom totalt 4 vattendrag innan det når havet efter 360 kilometer. Avrinningsområdet består mestadels av skog (59 procent) och sankmarker (37 procent). Avrinningsområdet har 0,83 kvadratkilometer vattenytor vilket ger det en sjöprocent på 3,1 procent.